# Nambucca Heads
Nambucca Heads (6 121 habitants) est une ville côtière sur la Mid North Coast en Nouvelle-Galles du Sud en Australie. La ville est située sur la rive nord de la rivière Nambucca et la Pacific Highway à 512 kilomètres au nord de Sydney.